# Pierfrancesco Chili
Pierfrancesco Chili (Bolonia, 20 de junio de 1964) es un piloto de motociclismo italiano. En el Mundial de Superbikes tuvo el récord de carreras, además de 10 poles y 17 victorias. Se retiró al final de la temporada 2006. Chili ganó también el Campeonato de Europa de 125cc de 1985.

## Biografía

### Mundial de Velocidad
Chili compitió durante unos cuantos años en el equipo de Gallina HB Honda. Ganó el Gran Premio de las Naciones cuando muchos de los pilotos se negaron a correr esta carrera por la peligrosidad del trazado por la lluvia. En la temporada, acabó en sexto lugar. Hizo una prueba en 250cc en la temporada 1992 acabando tercero en la general.

### Mundial de Superbikes
Debutó en el Mundial de Superbikes en la temporada 1995 con una Ducati privada, ganando en Monza y tres podios más, cuatro vueltas rápidas y acabando octavo en la general. Curiosamente, desde 1995 hasta 1997 ganó en dos ocasiones en Monza. En 1996 consiguió dos carreras y sus primeras dos poles, acabando sexto en la clasificación general. En la siguiente temporada acabó séptimo en la general con tres poles pero solo tres podios.
Los resultados de la temporada 1998 con la escudería Ducati fueron mejores: ganó cinco carreras y fue cuarto en la general. De todas maneras, en Assen compitió con Carl Fogarty (también de Ducati aunque de otro equipo), cayendo en la última vuelta en la que fue su final de temporada. En la temporada 1999 compitió con una Suzuki, con dos victorias y acabando sexto de la general.
En la temporada 2000 repitió los diez podios y la cuarta posición de la clasificación de 1998, aunque solo unja victoria. En los siguientes dos años solo se subió a los podios solo tres veces. En la temporada 2003 representó un cierto resurgimiento a sus 40 años con cinco terceros puestos y una victoria. El 2004 aún fue mejor con el equipo PSG-1 Ducati: quinto en la general y nueve podios. Después de un paso en 2005 por Klaffi Honda con el rookie Max Neukirchner, en 2006 tuvo que retirarse con una rotura de cadera. Después de su retiro, se convirtió en jefe de escudería del Guandalini Racing team en el Mundial de Superbikes de 2009
Es sobrino del también piloto Pierluigi Aldrovandi.

## Resultados

### Campeonato del Mundo de Motociclismo
Sistema de puntuación desde 1969 hasta 1987:
| Posición | 1.º | 2.º | 3.º | 4.º | 5.º | 6.º | 7.º | 8.º | 9.º | 10.º |
| Puntos   | 15  | 12  | 10  | 8   | 6   | 5   | 4   | 3   | 2   | 1    |

Sistema de puntuación desde 1988 hasta 1991:
| Posición | 1.º | 2.º | 3.º | 4.º | 5.º | 6.º | 7.º | 8.º | 9.º | 10.º | 11.º | 12.º | 13.º | 14.º | 15.º |
| Puntos   | 20  | 17  | 15  | 13  | 11  | 10  | 9   | 8   | 7   | 6    | 5    | 4    | 3    | 2    | 1    |

Sistema de puntuación en 1992:
| Posición | 1.º | 2.º | 3.º | 4.º | 5.º | 6.º | 7.º | 8.º | 9.º | 10.º |
| Puntos   | 20  | 15  | 12  | 10  | 8   | 6   | 4   | 3   | 2   | 1    |

Sistema de puntuación de 1993 hasta 2022:
| Posición | 1.º | 2.º | 3.º | 4.º | 5.º | 6.º | 7.º | 8.º | 9.º | 10.º | 11.º | 12.º | 13.º | 14.º | 15.º |
| Puntos   | 25  | 20  | 16  | 13  | 11  | 10  | 9   | 8   | 7   | 6    | 5    | 4    | 3    | 2    | 1    |

#### Carreras por año
| Año  | Cat.  | Moto    | 1       | 2       | 3       | 4       | 5       | 6       | 7       | 8       | 9       | 10      | 11      | 12      | 13      | 14    | 15      | 16 | Pts. | Pos. |
| ---- | ----- | ------- | ------- | ------- | ------- | ------- | ------- | ------- | ------- | ------- | ------- | ------- | ------- | ------- | ------- | ----- | ------- | -- | ---- | ---- |
| 1984 | 125cc | MBA     | NAC -   | ESP -   | ALE -   | FRA -   | NED -   | GBR -   | SUE -   | RSM Ret |         |         |         |         |         |       |         |    | 0    | -    |
| 1985 | 125cc | MBA     | ESP -   | ALE -   | NAT -   | AUT -   | NED -   | BEL -   | FRA -   | GBR -   | SUE -   | RSM Ret |         |         |         |       |         |    | 0    | -    |
| 1986 | 500cc | Suzuki  | ESP 14  | NAC 7   | ALE 16  | AUT 9   | YUG Ret | NED -   | BEL 6   | FRA Ret | GBR DNS | SUE -   | RSM -   |         |         |       |         |    | 11   | 10.º |
| 1987 | 500cc | Honda   | JAP 4   | ESP 11  | ALE 6   | NAC 7   | AUT 10  | YUG 6   | NED 9   | FRA 2   | GBR 12  | SUE Ret | CHE 9   | RSM Ret | POR 7   | BRA 9 | ARG 9   |    | 47   | 8.º  |
| 1988 | 500cc | Honda   | JAP 14  | USA Ret | ESP 7   | EXP DNS | NAC 6   | ALE 6   | AUT 5   | NED 6   | BEL 8   | YUG 11  | FRA 8   | GBR 8   | SUE 9   | CHE 4 | BRA 7   |    | 110  | 9.º  |
| 1989 | 500cc | Honda   | JAP Ret | AUS Ret | USA 7   | ESP 6   | NAC 1   | ALE 4   | AUT 6   | YUG 9   | NED 5   | BEL 6   | FRA 6   | GBR 9   | SUE 7   | CHE 5 | BRA Ret |    | 122  | 6.º  |
| 1990 | 500cc | Honda   | JAP 7   | USA 3   | ESP 5   | NAC Ret | ALE Ret | AUT 4   | YUG Ret | NED 8   | BEL DNS | FRA -   | GBR -   | SUE -   | CHE -   | HUN - | AUS 9   |    | 63   | 11.º |
| 1991 | 250cc | Aprilia | JAP 17  | AUS 6   | USA Ret | ESP 5   | ITA 3   | ALE Ret | AUT 4   | EUR Ret | NED 1   | FRA 4   | GBR DNS | RSM 8   | CHE Ret | LMA 7 | MAL 8   |    | 107  | 7.º  |
| 1992 | 250cc | Aprilia | JAP 5   | AUS Ret | MAL 3   | ESP 6   | ITA Ret | EUR 6   | ALE 1   | NED 1   | HUN Ret | FRA 2   | GBR 1   | BRA Ret | RSA 3   |       |         |    | 119  | 3.º  |
| 1993 | 250cc | Yamaha  | AUS 10  | MAL 9   | JAP 7   | ESP 12  | AUT 8   | ALE 7   | NED 8   | EUR Ret | RSM 8   | GBR 4   | CZE 8   | ITA 8   | USA 6   | FIM 8 |         |    | 106  | 10.º |
| 1995 | 500cc | Cagiva  | AUS -   | MAL -   | JAP -   | ESP -   | ALE -   | ITA 10  | NED -   | FRA -   | GBR -   | CZE -   | RIO -   | ARG -   | EUR -   |       |         |    | 6    | 27.º |

| Color     | Resultado                                                               |
| --------- | ----------------------------------------------------------------------- |
| Oro       | Ganador                                                                 |
| Plata     | 2.ª plaza                                                               |
| Bronce    | 3.ª plaza                                                               |
| Verde     | Finalizó en los puntos                                                  |
| Azul      | Finalizó sin puntos                                                     |
| Azul      | NC - No clasificado                                                     |
| Violeta   | Ret - No terminó (Carrera)                                              |
| Rojo      | DNQ - No se clasificó                                                   |
| Negro     | DSQ - Descalificado                                                     |
| Blanco    | DNS - No empezó (carrera)                                               |
| Blanco    | WD - Retirado (fin de semana)                                           |
| Blanco    | C - Carrera cancelada                                                   |
| Sin color | DNP - Inscrito pero no participó                                        |
| Sin color | INJ - Lesionado                                                         |
| Sin color | EX - Excluido                                                           |
| Estado    | Resultado                                                               |
| Negrita   | Pole position                                                           |
| Cursiva   | Vuelta rápida                                                           |
| †         | Abandona, pero clasifica al completar el porcentaje requerido para ello |

### Campeonato Mundial de Superbikes

#### Carreras por año
| Año  | Moto   | 1       | 1       | 2       | 2       | 3       | 3       | 4       | 4       | 5      | 5       | 6       | 6       | 7       | 7       | 8       | 8       | 9       | 9       | 10      | 10      | 11      | 11      | 12      | 12      | 13      | 13      | Pts. | Pos.  |
| Año  | Moto   | R1      | R2      | R1      | R2      | R1      | R2      | R1      | R2      | R1     | R2      | R1      | R2      | R1      | R2      | R1      | R2      | R1      | R2      | R1      | R2      | R1      | R2      | R1      | R2      | R1      | R2      | Pts. | Pos.  |
| ---- | ------ | ------- | ------- | ------- | ------- | ------- | ------- | ------- | ------- | ------ | ------- | ------- | ------- | ------- | ------- | ------- | ------- | ------- | ------- | ------- | ------- | ------- | ------- | ------- | ------- | ------- | ------- | ---- | ----- |
| 1995 | Ducati | GER 15  | GER 9   | SMR 4   | SMR 4   | GBR Ret | GBR 2   | ITA Ret | ITA 1   | SPA 4  | SPA 2   | AUT 11  | AUT Ret | USA Ret | USA Ret | EUR 6   | EUR Ret | JPN 15  | JPN Ret | NED Ret | NED DNS | INA Ret | INA 3   | AUS 6   | AUS 10  |         |         | 8.º  | 160   |
| 1996 | Ducati | SMR 3   | SMR 3   | GBR 4   | GBR 5   | GER Ret | GER Ret | ITA 4   | ITA 1   | CZE 8  | CZE 10  | USA Ret | USA 7   | EUR 1   | EUR 2   | INA 4   | INA Ret | JPN Ret | JPN DNS | NED 2   | NED 4   | SPA Ret | SPA Ret | AUS 8   | AUS 9   |         |         | 6.º  | 223   |
| 1997 | Ducati | AUS Ret | AUS DNS | SMR 1   | SMR Ret | GBR Ret | GBR 2   | GER 5   | GER 7   | ITA 7  | ITA 1   | USA Ret | USA 6   | EUR 1   | EUR Ret | AUT 4   | AUT Ret | NED 3   | NED 2   | SPA 5   | SPA 7   | JPN 10  | JPN Ret | INA Ret | INA Ret |         |         | 7.º  | 209   |
| 1998 | Ducati | AUS 4   | AUS Ret | GBR 3   | GBR 5   | ITA 5   | ITA 3   | SPA 1   | SPA 5   | GER 3  | GER 1   | SMR Ret | SMR Ret | RSA 1   | RSA 1   | USA 7   | USA 4   | EUR 9   | EUR 6   | AUT 2   | AUT 3   | NED 1   | NED Ret | JPN 12  | JPN 23  |         |         | 4.º  | 293.5 |
| 1999 | Suzuki | RSA 7   | RSA 8   | AUS Ret | AUS 13  | GBR Ret | GBR 5   | SPA 5   | SPA 5   | ITA 3  | ITA 3   | GER Ret | GER 5   | SMR 4   | SMR 6   | USA 7   | USA 3   | EUR 3   | EUR Ret | AUT Ret | AUT 1   | NED 4   | NED 6   | GER Ret | GER 1   | JPN 7   | JPN 7   | 6.º  | 251   |
| 2000 | Suzuki | RSA 5   | RSA 2   | AUS Ret | AUS 3   | JPN 3   | JPN Ret | GBR 2   | GBR 3   | ITA 1  | ITA 2   | GER Ret | GER 3   | SMR Ret | SMR Ret | SPA Ret | SPA 9   | USA 5   | USA 6   | EUR 8   | EUR 3   | NED Ret | NED Ret | GER 6   | GER 6   | GBR 10  | GBR 2   | 4.º  | 258   |
| 2001 | Suzuki | SPA 7   | SPA 7   | RSA 6   | RSA 8   | AUS 7   | AUS C   | JPN 8   | JPN 8   | ITA 14 | ITA 5   | GBR 2   | GBR 1   | GER 4   | GER 5   | SMR 12  | SMR 10  | USA Ret | USA Ret | EUR 4   | EUR 4   | GER 6   | GER 6   | NED 4   | NED 4   | ITA Ret | ITA 9   | 7.º  | 232   |
| 2002 | Ducati | SPA 9   | SPA Ret | AUS Ret | AUS Ret | RSA DNS | RSA DNS | JPN     | JPN     | ITA 4  | ITA Ret | GBR 4   | GBR 11  | GER 6   | GER 6   | SMR 6   | SMR 7   | USA 12  | USA 7   | GBR 8   | GBR 7   | GER 5   | GER 7   | NED 5   | NED 2   | ITA 7   | ITA Ret | 8.º  | 167   |
| 2003 | Ducati | SPA Ret | SPA Ret | AUS Ret | AUS 3   | JPN Ret | JPN 3   | ITA 5   | ITA 3   | GER 2  | GER 11  | GBR 7   | GBR 7   | SMR Ret | SMR 3   | USA 1   | USA Ret | GBR 9   | GBR 7   | NED 3   | NED 5   | ITA 5   | ITA Ret | FRA Ret | FRA Ret |         |         | 7.º  | 197   |
| 2004 | Ducati | SPA 2   | SPA 4   | AUS 9   | AUS 3   | SMR 3   | SMR 1   | ITA Ret | ITA Ret | GER 3  | GER Ret | GBR 3   | GBR Ret | USA 2   | USA 5   | EUR Ret | EUR 2   | NED 2   | NED 4   | ITA 7   | ITA Ret | FRA 6   | FRA 5   |         |         |         |         | 5.º  | 243   |
| 2005 | Honda  | QAT Ret | QAT 5   | AUS DNS | AUS DNS | SPA 7   | SPA 10  | ITA 7   | ITA 7   | EUR 5  | EUR 5   | SMR 7   | SMR 5   | CZE 5   | CZE 5   | GBR Ret | GBR 13  | NED 10  | NED 14  | GER Ret | GER 10  | ITA Ret | ITA C   | FRA Ret | FRA 10  |         |         | 10.º | 131   |
| 2006 | Honda  | QAT 8   | QAT Ret | AUS 16  | AUS 14  | SPA     | SPA     | ITA     | ITA     | EUR    | EUR     | SMR 20  | SMR Ret | CZE 10  | CZE Ret | GBR Ret | GBR Ret | NED Ret | NED Ret | GER Ret | GER Ret | ITA 16  | ITA 18  | FRA Ret | FRA 15  |         |         | 22.º | 17    |